# Wanda Panfil-González

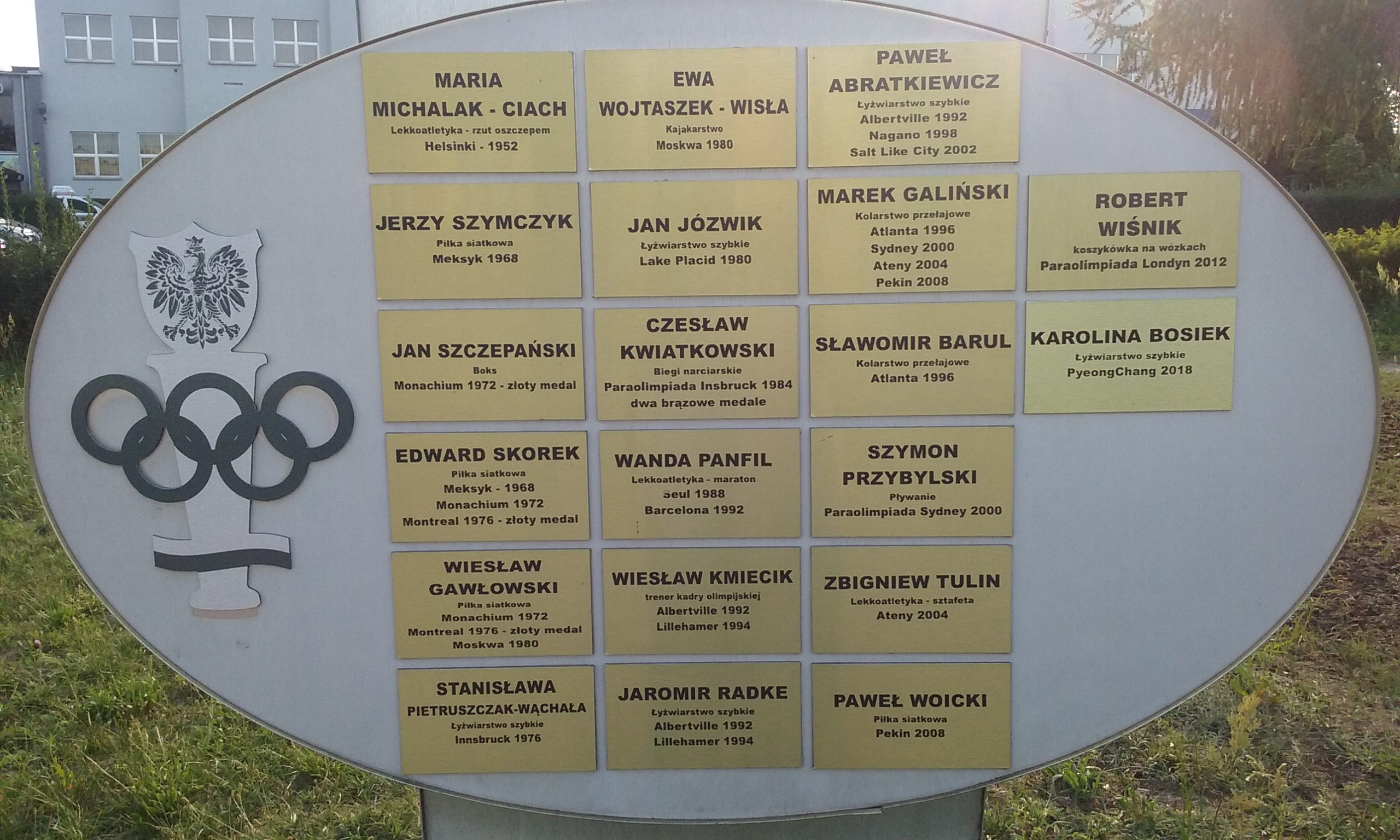
Wanda Panfil i Zbigniew Tulin – podopieczni Karola Włodarczyka, na tablicy pamiątkowej na skrzyżowaniu ulicy Wandy Panfil z rondem Tomaszowskich Olimpijczyków

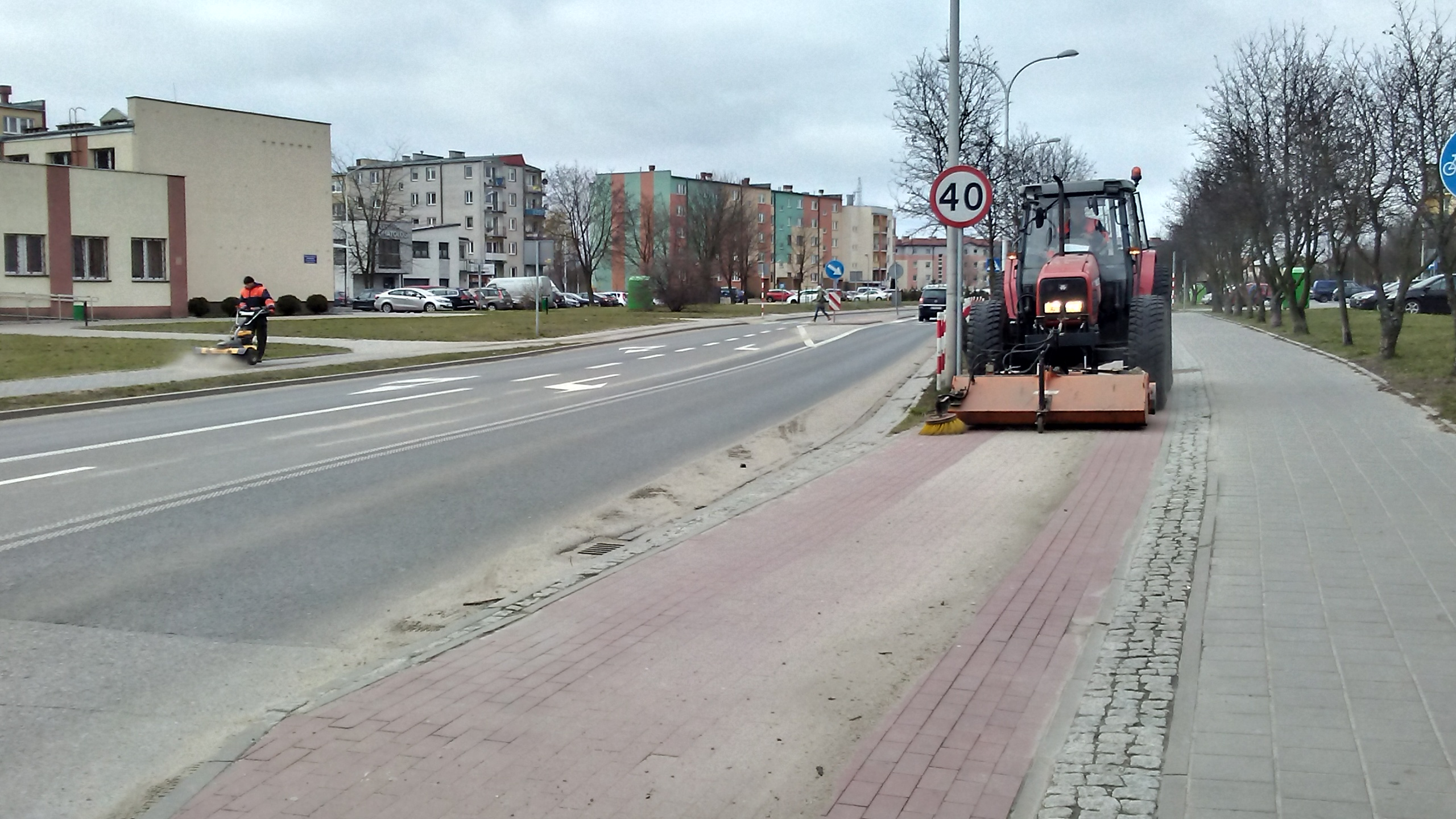
Tomaszów Mazowiecki, wiosenne sprzątanie ulicy Wandy Panfil

Wanda Marianna Panfil-González (ur. 26 stycznia 1959 w Opocznie) – polska lekkoatletka, mistrzyni świata w maratonie (Tokio 1991), zwyciężczyni maratonów w Nowym Jorku, Londynie, Bostonie i w Nagoi w Japonii. Dwukrotna uczestniczka letnich Igrzysk – w Seulu w 1988 i w Barcelonie w 1992 roku.

## Życiorys
Lata szkolne spędziła w Tomaszowie Mazowieckim. Ukończyła Liceum Zawodowe przy ZSZ nr 1. Karierę sportową zaczęła w 1975 w klubie Lechia Tomaszów Mazowiecki, pozostając jego zawodniczką do wyjazdu z Polski po ślubie. Jej trenerem do 1984 był Karol Włodarczyk, który wychował również innego tomaszowskiego olimpijczyka – Zbigniewa Tulina.
Weszła w skład komitetu wspierającego kandydaturę Karola Nawrockiego na prezydenta RP w wyborach w 2025.

## Kariera sportowa
Jako zawodniczka Lechii Tomaszów Mazowiecki była jedną z czołowych biegaczek kraju na dystansach od 800 do 10 000 m.
Poza Polską zadebiutowała 4 października 1987 w maratonie w Berlinie, zajmując 2. miejsce. Największe sukcesy odnosiła pod kierunkiem trenera meksykańskiego Mauricio Gonzáleza, którego poślubiła. W latach 1980–1991 wiele razy reprezentowała Polskę w biegach długich (od 1500 m do maratonu). Zdobyła tytuł mistrzyni świata w 1991 w Tokio w maratonie z czasem 2:29:53. Jest pierwszą Polką, której udała się ta sztuka. Zwyciężała w prestiżowych maratonach w Londynie, Nowym Jorku i Nagoi (wszystkie w 1990) oraz w Bostonie (1991). Czas uzyskany w tym ostatnim wyniósł 02:24:18, co sprawia, że Wanda Panfil-González jest na czele listy najszybszych polskich maratonek w historii. Dwukrotnie brała udział w igrzyskach olimpijskich, w Seulu (1988), jak i w Barcelonie (1992) zajęła 22. miejsce. Natomiast dobry wynik osiągnęła podczas igrzysk dobrej woli w Seattle (1990), zdobywając złoty medal w biegu na 10 000 m.
14-krotna mistrzyni Polski (3000 m, bieg przełajowy 3,5 km, bieg przełajowy 4 km, 5000 m, 20 km i maratonie) oraz 13-krotna wicemistrzyni. 9-krotna rekordzistka kraju (3000 m, 5000 m, 10 000 m).

## Rekordy życiowe
- Bieg na 3000 metrów – 8:52,7
- Bieg na 5000 metrów – 15:41,29
- Bieg na 10 000 metrów – 31:53,83
- Bieg maratoński – 2:24:18

## Trenerka i popularyzatorka sportu
Pracowała jako trener lekkoatletyczny w Meksyku. Od wielu lat uczestniczy w organizowanych przez miasto Tomaszów Mazowiecki imprezach masowych popularyzujących bieganie wśród dzieci i młodzieży. Do dziś sama bierze udział razem ze swoimi podopiecznymi w maratonach.

## Upamiętnienie
Po dekomunizacji ulicy Oskara Langego w Tomaszowie Mazowieckim w marcu 2017, Wanda Panfil stała się jej nową patronką. Lekkoatletka przybyła do Tomaszowa Mazowieckiego i odebrała patronat z rąk prezydenta miasta Marcina Witki.
Dwukrotna zwyciężczyni Plebiscytu „Przeglądu Sportowego” na najlepszego sportowca roku oraz laureatka Złotych Kolców w latach 1990 i 1991.